# دييغو توريس (لاعب كرة قدم)
دييغو توريس (بالإسبانية: Diego Torres)‏ (31 يوليو 1992 في تشيلي - ) هو لاعب كرة قدم تشيلي في مركز الوسط. لعب مع نادي بالستينو وسان أنطونيو أونيدو ‏.

## وصلات خارجية
- دييغو توريس على موقع قاعدة بيانات كرة القدم.إي يو (الإنجليزية)
- دييغو توريس على موقع Soccerway.com (الإنجليزية)
- دييغو توريس على موقع عالم كرة القدم.نت (الإنجليزية)
- دييغو توريس على موقع AS.com (الإسبانية)